# Luigi Beghetto
Luigi Beghetto (Bassano del Grappa, 6 luglio 1973) è un dirigente sportivo ed ex calciatore italiano, di ruolo attaccante.

## Biografia
È cugino di Massimo Beghetto, anch'egli ex calciatore.
Nel 2002 ha ottenuto a Padova la laurea in Scienze politiche, con una tesi sulla violenza negli stadi.

## Caratteristiche tecniche
Centravanti alto e forte fisicamente, era un giocatore macchinoso e tecnicamente non raffinato. Per queste sue caratteristiche veniva spesso impiegato come boa d'attacco, per tenere palla e far salire la squadra.

## Carriera

### Giocatore

#### Gli esordi
Dopo gli esordi in Seconda Categoria con il Rossano, gioca nel Campionato Nazionale Dilettanti con il Bassano; in due stagioni realizza complessivamente 26 reti, di cui 19 nella stagione 1993-1994 con le quali è vice-capocannoniere dietro ad Adriano Meacci del Sandonà. Nel 1994 passa al Vicenza, con cui viene impiegato solamente in Coppa Italia, realizzando un gol contro la Sampdoria; nel novembre dello stesso anno passa in prestito al Carpi, in Serie C1, dove totalizza 9 reti in 22 partite.

### Le prime stagioni in B ed i gol a Treviso
Rientrato temporaneamente a Vicenza, viene nuovamente ceduto, questa volta in Serie B, alla Fidelis Andria: nell'annata del suo esordio tra i cadetti realizza 5 reti in 30 partite, e a fine stagione viene acquistato dal Genoa. Chiuso da Michaël Goossens, Marco Nappi e successivamente Giovanni Pisano, risulta poco impiegato, anche a causa di diversi problemi fisici, e disputa 16 partite con 2 reti, prima di trasferirsi al Pescara, dove vive una nuova stagione al di sotto delle attese, schierato in coppia con Fabrizio Cammarata.
Nell'estate del 1998 passa in comproprietà al Treviso allenato da Gianfranco Bellotto: qui riprende a segnare con continuità, impiegato come prima punta nella stagione 1998-1999 e come attaccante di appoggio al fianco di Luca Toni nella stagione successiva. La coppia Toni-Beghetto realizza complessivamente 31 reti, 16 delle quali firmate da Beghetto.

#### Cagliari e ChievoVerona
Nel settembre 2000, dopo 2 presenze e una rete con il Treviso, passa al Cagliari per 7 miliardi di lire; era stato esplicitamente richiesto da Bellotto che lo aveva preferito a Toni per la maggiore esperienza. L'esperienza in Sardegna è condizionata da un infortunio, da problemi di coesistenza tattica con il compagno d'attacco Cammarata e dall'esplosione di David Suazo, che riduce lo spazio in campo per Beghetto. Rimasto al Cagliari anche nella stagione successiva, per mancanza di acquirenti, nel mercato autunnale si trasferisce al ChievoVerona, neo-promosso in Serie A, in cambio di Moreno Longo, Giorgio Gorgone e un conguaglio economico.
Fa il suo esordio in Serie A il 21 ottobre 2001, subentrando a Marazzina a pochi minuti dalla fine nella partita Chievo Verona-Parma, terminata 1-0 per la squadra di casa. Rimane a Verona per un anno e mezzo, nel quale viene impiegato come rincalzo segnando un solo gol (il 21 gennaio 2002 sul campo del Bologna) in 18 partite nella squadra guidata da Delneri.

### La rinascita piacentina e il ritorno a Treviso
Nell'estate 2003 ritorna in Serie B, nel Piacenza allenato da Luigi Cagni. Schierato come attaccante centrale nel 4-3-3, torna a giocare con regolarità disputando 41 partite con 15 gol nel campionato 2003-2004. Nella stagione Serie B 2004-2005, dopo la cessione di Amedeo Mangone, diventa capitano della formazione emiliana; forma con Simone Pepe la coppia d'attacco titolare, e realizza altre 7 reti in un campionato condizionato da alcuni infortuni.
Nonostante il rinnovo del contratto firmato con il Piacenza nel gennaio 2005, nell'estate dello stesso anno rescinde per motivi familiari e ritorna al Treviso, ripescato in Serie A. 

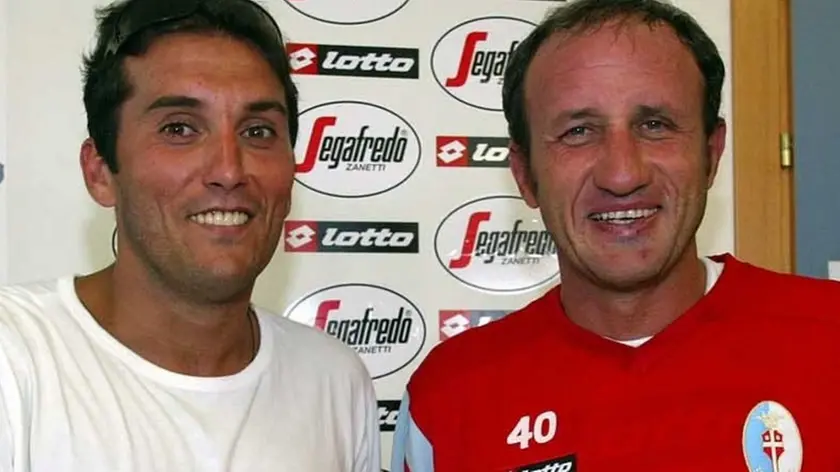
Luigi Beghetto (a sinistra) insieme ad Ezio Rossi durante la presentazione della stagione 2005-2006 a Treviso

 Inizialmente titolare con Ezio Rossi, realizza la rete decisiva per la prima vittoria dei veneti nella massima serie, sul campo della Reggina; nel prosieguo della stagione finisce ai margini della rosa, per scelta tecnica del nuovo allenatore Alberto Cavasin, e chiude la sua ultima stagione in Serie A con 16 presenze e un gol.
Riconfermato anche nei due successivi campionati di Serie B, parte inizialmente come riserva per poi ottenere il posto da titolare e la fascia di capitano, diventando uno dei giocatori più amati dalla tifoseria veneta; nella stagione 2007-2008 realizza 12 reti in campionato, suo miglior bottino dal 2004.

#### Bellinzona
Il 30 gennaio 2009 passa a titolo definitivo al Bellinzona, club svizzero di Super League con cui firma un contratto semestrale; il trasferimento viene richiesto dalla stessa dirigenza trevigiana, a causa delle difficoltà economiche della società. Al termine della stagione decide di concludere la carriera da calciatore.

### Dirigente sportivo
Nell'agosto 2010 diventa il nuovo direttore sportivo dell'Union Quinto, squadra di Quinto di Treviso che milita in Serie D, carica che ricopre novembre 2011 quando si dimette ufficialmente per sopraggiunti problemi di salute.
Ottiene ufficialmente il diploma per il ruolo di direttore sportivo il 2 maggio 2011.